# Heartbeat Star
Ein Heartbeat Star (deutsch Herzschlagstern) ist ein Pulsationsveränderlicher Stern, dessen Schwingungen über Gezeitenkräfte angeregt werden. Der Name Heartbeat kommt von einer Ähnlichkeit der Lichtkurve des veränderlichen Sterns mit dem Verlauf des Herzschlags in einem Elektrokardiogramm. Viele bekannte Heartbeat Stars wurden mit dem Kepler-Teleskop entdeckt.

## Beschreibung
Bei Heartbeat Sternen handelt es sich um Doppelsternsysteme, bei denen die Komponenten auf einer stark elliptischen Umlaufbahn um das gemeinsame Massenzentrum rotieren. Der Perihelabstand beträgt nur wenige Sternradien und so können Gezeitenkräfte Schwingungen in einem oder beiden Sternen zum Zeitpunkt des Perihels anregen. Durch die Gezeitenkräfte nehmen die Sterne eine ellipsoide Form an, wobei nach dem Perihel die Rückstellkräfte aufgrund des Gasdrucks und der Gravitation den Stern zurück in eine Kugelform bringen. Da in der Kugelform die Atmosphäre der Sterne noch eine endliche Geschwindigkeit hat, schwingt der Stern erneut in eine ellipsoide Form. Dabei nimmt mit jeder Schwingung die Amplitude aufgrund der Viskosität ab, bis ein neuer naher Vorübergang im Doppelsternsystem die Schwingungen erneut anregt. Die Amplituden in den Lichtkurven sind sehr klein und betragen einige hundert parts per million. Die Umlaufdauern der Doppelsterne sind Harmonische der Grundschwingung der Sterne, da nur Resonanzeffekte zu einer messbaren Amplitude der Pulsationen führen.
Bei vielen Systemen kann die Masse des Begleiters mit der Methode der Radialgeschwindigkeit berechnet werden, sofern die Masse des Primärsterns bekannt ist.

## Beispiele
- KOI-54
- Iota Orionis
- Theta Carinae